# Reijin
La Reijin è stata una nave da carico di autovetture Roll-on/roll-off battente bandiera di Panama che si capovolse al largo di Porto, in Portogallo, nell'aprile 1988 durante il suo viaggio inaugurale. La nave fu successivamente affondata in acque profonde nonostante le proteste degli ecologisti.

## Caratteristiche
La Reijin era lunga 199 metri e larga 32 metri. La nave era alimentata da un motore Diesel che azionava una singola elica. Il cargo aveva una stazza lorda di 58.123 tsl e una portata lorda di 17.469 tpl.

## Storia
La Reijin venne costruita nel 1987 nel cantiere numero 2535 dalla Shin Kurushima Dockyard Co., Imabari, Prefettura di Ehime, Giappone per Nissan Prince Kaiun. La nave fu varata il 19 dicembre 1987. Era gestita da Emerald Shipholding. Il suo porto di registrazione era Panama, capitale dello stato omonimo. È stato assegnato il numero IMO 8708842.

### Naufragio
Il 26 aprile 1988 si incagliò e si capovolse al largo di Porto, in Portogallo. Un membro dell'equipaggio morì nell'incidente. Trasportava un carico di 5.432 auto nuove. La Reijin era nel suo viaggio inaugurale, dal Giappone all'Irlanda.
Venne deciso che i due terzi delle auto dovevano essere scaricati in acque profonde oltre (2.000 metri), seguiti dall'affondamento della nave in acque di profondità simile. Sebbene lo scarico delle auto venne avviato, non fu completato in quanto tale azione violava la London Dumping Convention, a causa della plastica contenuta nelle auto. La Reijin fu successivamente affondata in acque profonde.